# Fernando Henrique Cardoso
Fernando Henrique Cardoso (ur. 18 czerwca 1931 w Rio de Janeiro) – brazylijski polityk, prezydent kraju w latach 1995–2002.
Cardoso należy do Brazylijskiej Partii Socjaldemokratycznej, jest z wykształcenia socjologiem.

## Odznaczenia
Brazylijskie (wg starszeństwa)
- Krzyż Wielki Orderu Narodowego Zasługi (1985)
- Krzyż Wielki Orderu Zasługi Obronnej (2002)
- Krzyż Wielki Orderu Zasługi Sił Zbrojnych (1993)
- Wielki Oficer Orderu Zasługi Sił Zbrojnych (1985)
- Krzyż Wielki Orderu Zasługi Marynarki Wojennej (1992)
- Wielki Oficer Orderu Zasługi Marynarki Wojennej (1987)
- Krzyż Wielki Orderu Zasługi Wojskowej (1992)
- Wielki Oficer Orderu Zasługi Wojskowe (1985)
- Krzyż Wielki Orderu Zasługi Lotniczej (1992)
- Wielki Oficer Orderu Zasługi Lotniczej (1987)
- Krzyż Wielki Orderu Rio Branco (1993)
- Wielki Oficer Orderu Rio Branco (1987)
- Krzyż Wielki Orderu Zasługi Sądownictwa Wojskowego (1995)
- Krzyż Wielki Orderu Zasługi Ministerstwa Prokuratury Wojskowej (1998)
- Medal Zasługi Santosa Dumonta (1996)
- Medal Zasługi Tamandaré (1985)
- Łańcuch Orderu Zasługi Sądownictwa Pracy (1995)
- Krzyż Wielki Orderu Zasługi Sądownictwa Pracy (1993)
- Wielki Oficer Orderu Zasługi Sądownictwa Pracy (1985)
- Łańcuch Orderu Kongresu Narodowego (2002)
- Wielki Oficer Orderu Kongresu Narodowego (1987)
- Wielki Oficer Orderu Zasługi Edukacyjnej (1987)
- Krzyż Wielki Orderu Zasługi Naukowej (1995)
- Medal „Cruz de Ferro” (1995)
- Medal Zasługi Bárbary de Alencar (1996)
- Krzyż Wielki Orderu Zasługi Pantaneiro (1997)
- Łańcuch Orderu Zasługi Grão Pará (1998)
- Łańcuch Orderu Zasługi Xingu (1998)
- Krzyż Wielki Orderu Transportu Brazylijskiego (1998)
- Krzyż Wielki Orderu Gwiazdy Akki (1998)
- Order Zasługi Przemysłowej (Narodowa Federacja Przemysłu)
- Medal Zasługi Sprawiedliwości Wyborczej (1997, Rio de Janeiro)
- Medal „Anchieta” (1985, São Paulo)
- Łańcuch Orderu Zasługi Brasílii (2000, Brasília)
- Krzyż Wielki Orderu Zasługi Brasílii (1993, Brasília)
- Wielki Oficer Orderu Zasługi Brasílii (1987, Brasília)
- Medal Brygadiera Tobiasa (1987, Policja Wojskowa São Paulo)
- Krzyż Wielki Orderu Zasługi Stanu Tocantins (2001, Tocantins)
- Wielki Oficer Orderu Zasługi Stanu Tocantins (1991, Tocantins)
- Łańcuch Orderu Zasługi Jerônima Monteira (2002, Vitória)
- Krzyż Wielki Orderu Ponche Verde (2008, Rio Grande do Sul)[2]

Zagraniczne (chronologicznie)
- Kawaler Orderu Legii Honorowej (1985, Francja)
- Oficer Orderu Palm Akademickich (Francja)
- Krzyż Wielki Orderu Zasługi (1987, Portugalia)[3]
- Krzyż Wielki Orderu Zasługi (1993, Chile)
- Krzyż Wielki Orderu Boyacá (1993, Kolumbia)
- Krzyż Wielki Orderu Narodowego Zasługi (1993, Ekwador)
- Krzyż Wielki Orderu Zasługi RP (1995, Polska)[4]
- Łańcuch Orderu Zasługi (1995, Chile)
- Medal Republiki Urugwaju (1995, Urugwaj)
- Łańcuch Orderu Zasługi Republiki (1995, Włochy)
- Wielki Łańcuch Orderu Oswobodziciela (1995, Wenezuela)
- Wielki Łańcuch Orderu Wolności (1995, Portugalia)[3]
- Krzyż Wielki St. Specjalnego Orderu Zasługi RFN (1995, Niemcy)
- Order Księcia Jarosława Mądrego I klasy (1995, Ukraina)
- Łańcuch Orderu Korony Królestwa (1995, Malezja)
- Łańcuch Orderu Honorowego Gwiazdy Żółtej (1996, Surinam)
- Łańcuch Orderu Azteckiego (1996, Meksyk)
- Krzyż Wielki Orderu Słońca Peru (1996, Peru)
- Wielka Wstęga Orderu Chryzantemy (1996, Japonia)
- Łańcuch Orderu Wyzwoliciela San Martina (1996, Argentyna)
- Krzyż Wielki Orderu Legii Honorowej (1996, Francja)
- Krzyż Wielki Orderu Narodowego Zasługi (1996, Paragwaj)
- Wielki Order Mugunghwa (1996, Korea Południowa)
- Krzyż Wielki Orderu Dobrej Nadziei (1996, RPA)
- Łańcuch Orderu Piusa IX (1997, Stolica Apostolska)
- Łańcuch Orderu Białej Róży (1997, Finlandia)
- Krzyż Wielki Orderu Zasługi Republiki (1997, Węgry)
- Medal „Amílcar Cabral” (1997, Gwinea Bissau)
- Klasa Specjalna Orderu Zasługi (1997, Liban)
- Wielki Łańcuch Orderu św. Jakuba od Miecza (1997, Portugalia)[3]
- Order Zasługi Izby Deputowanych (1997, Chile)
- Krzyż Wielki Orderu Łaźni (1997, Wielka Brytania)
- Złoty Medal (1998, Galicja (Hiszpania))
- Łańcuch Orderu Izabeli Katolickiej (1998, Hiszpania)
- Złoty Medal Americas Society (1998, Stany Zjednoczone)
- Złoty Medal Izby Deputowanych (1998, Hiszpania)
- Krzyż Wielki Orderu Zasługi (1999, Peru)
- Order Słonia (1999, Dania)[5]
- Wielki Łańcuch Orderu Infanta Henryka (2000, Portugalia)[3]
- Wielki Łańcuch Orderu Narodowego Kondora Andów (2000, Boliwia)
- Krzyż Wielki Orderu Francisco de Mirandy (2000, Wenezuela)
- Krzyż Wielki ze Złotą Gwiazdą Orderu Juana Mory Fernandeza (2000, Kostaryka)
- Złoty Medal Rady Miejskiej Santarém (2000, Portugalia)
- Łańcuch Orderu Gwiazdy (2000, Rumunia)
- Łańcuch Orderu Abd al-Aziza ibn Sauda (2000, Arabia Saudyjska)
- Order Podwójnego Białego Krzyża I klasy (2002, Słowacja)
- Łańcuch Orderu Manuela Amadora Guerrero (2001, Panama)
- Order Generała Rumiñawi (2001, Prowincja Pichincha, Ekwador)
- Order Kongresu Narodowego Republiki Ekwadoru (2001)
- Wielki Łańcuch Orderu Narodowego Zasługi (2001, Ekwador)
- Order Orła Białego (2002, Polska)[6]
- Krzyż Wielki Orderu Wojskowego Wieży i Miecza (2002, Portugalia)[3]
- Krzyż Wielki Nadzwyczajny Orderu Kongresu Narodowego Kolumbii (2006)